# Bentheim-Tecklenburg-Rheda
Bentheim-Tecklenburg-Rheda fu una Contea a nord-ovest della Renania Settentrionale-Vestfalia e a sud-est della Bassa Sassonia, in Germania. Bentheim-Tecklenburg-Rheda si originò dalla partizione del Bentheim-Steinfurt nel 1606, e venne ceduta alla Prussia nel 1806.
Assunse il titolo di Bentheim-Tecklenburg già di un altro ramo della famiglia come eredi legittimi dell'omonima contea con capitale Teclemburgo che fu di fatto ceduta nel Settecento ai Re di Prussia pur mantenendone la sovranità su una parte e il titolo.
L'ultimo Conte "sovrano" di Bentheim-Tecklenburg-Rheda, Emil (1765-1837)  fu "mediatizzato" nel 1806 ma ottenne nel 1817 dal Regno di Prussia per sé e i suoi eredi il titolo di Principe di Bentheim-Tecklenburg e in seguito anche un seggio nella Camera dei Signori, la Camera alta del parlamento prussiano (un ramo della famiglia porta ancora il titolo di conti di Bentheim-Tecklenburg-Rheda). La famiglia è tuttora fiorente e possiede i castelli di Rheda e Hohenlimburg.

## Conti di Bentheim-Tecklenburg-Rheda (1606 - 1806)
- Adolfo (1606 - 1625)
- Maurizio (1625 - 1674)
- Giovanni Adolfo (1674 - 1701)
- Federico Maurizio (1701 - 1710)
- Maurizio Casimiro I (1710 - 1768)
- Maurizio Casimiro II (1768 - 1805)
- Emilio (1805 - 1806)